# IJle zegge
De ijle zegge (Carex remota) is een overblijvend kruid dat behoort tot de cypergrassenfamilie (Cyperaceae). De soort staat op de Nederlandse Rode lijst van planten als algemeen voorkomend en stabiel of toegenomen. De plant komt van nature voor in Europa, Kaukasus, Noord-Iran, Syrië en Noordwest-Afrika. Het aantal chromosomen is 2n = 62.
De plant wordt 30-60 (100) cm hoog en vormt dichte pollen. De dunne, stomp driekantige, ruwe, vrij slappe stengels hangen vaak over. De lichtgroene, slappe bladeren zijn tot 2 mm breed en hebben een tamelijk ruime schede. Het tongetje is 1,2-1,8(2) mm lang. De onderste bladscheden zijn lichtbruin.
IJle zegge bloeit in mei en juni. De overhangende bloeiwijze is 1-20 cm lang en heeft zes tot tien 5-8 mm lange, langwerpig-eivormige aren. De onderste aren staan 4-7 cm uit elkaar. Alle aren met vrouwelijke bloemen staan bovenaan en daaronder de aren met mannelijke bloemen. Het schutblad van de onderste aar is bladachtig en veel langer dan de bloeiwijze. De vrouwelijke bloemen hebben twee stempels. De kafjes zijn witachtig vliezig en hebben een groene middennerf (kiel). Het 2,5-3,5 mm lange en 1-1,3 brede, duidelijk generfde, bleek geelgroene, platbolle, ongevleugelde urntje heeft een korte, tweetandige snavel. Het urntje is een soort schutblaadje dat geheel om de vrucht zit.
De vrucht is een lensvormig, 3-3,5 mm lang en 1-1,1 mm brede nootje.
IJle zegge komt voor op natte, voedselrijke grond in loofbossen en grienden en ook vaak langs beken en greppels.

## Waardplant
De ijle zegge is een waardplant voor de boszandoog.

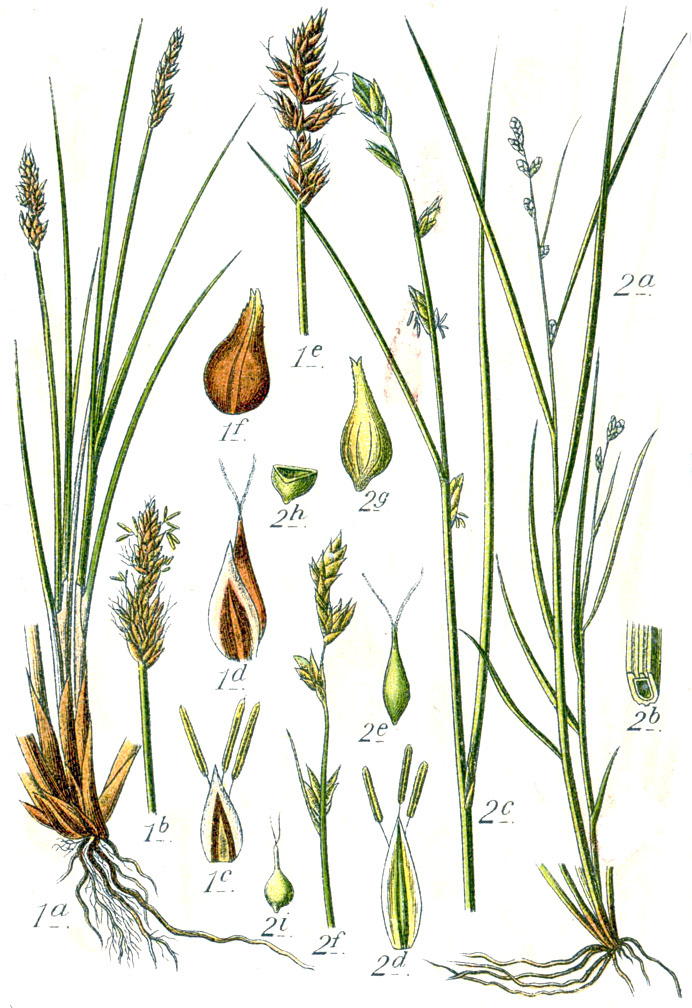
2 = IJle zegge
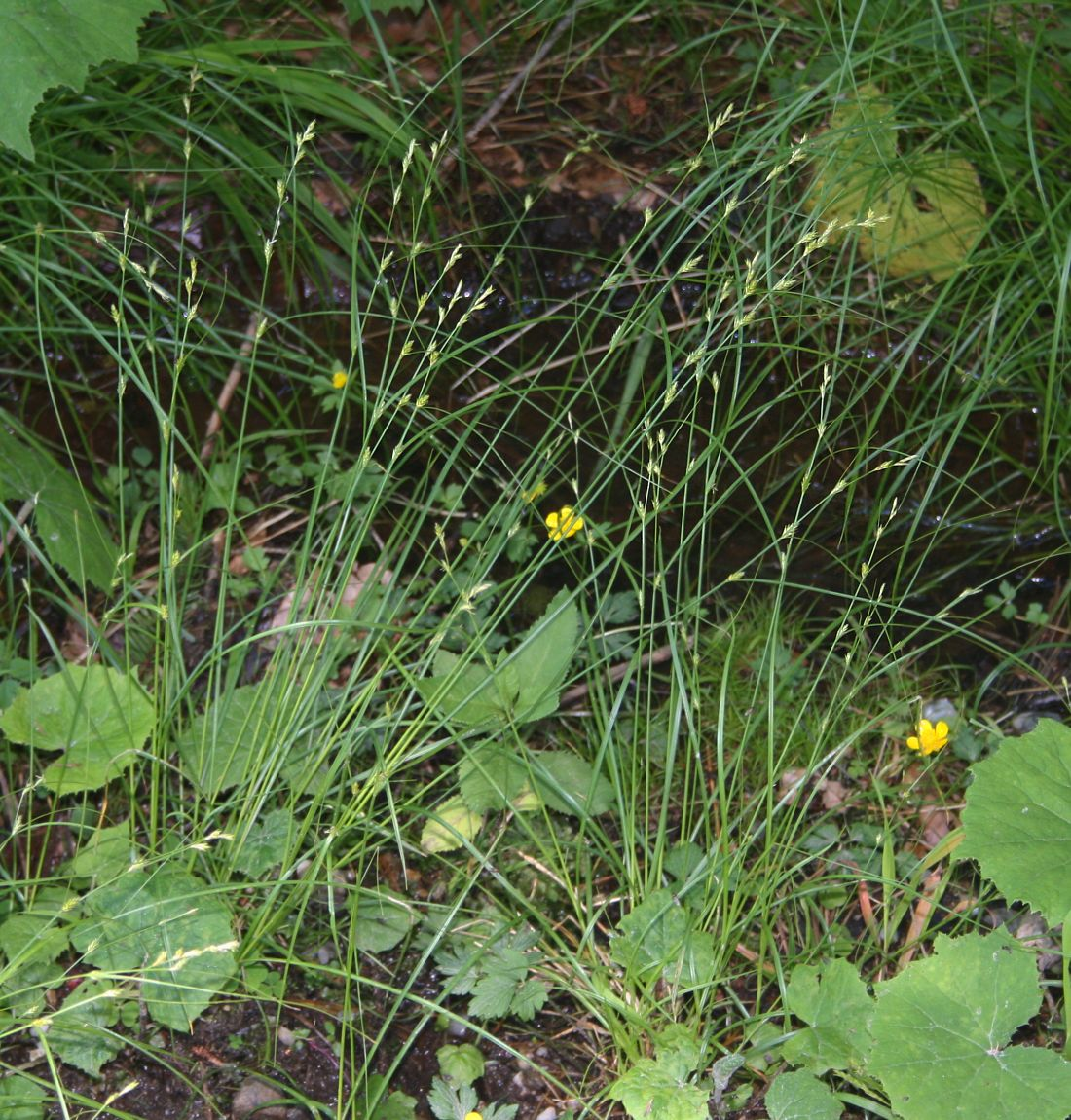
Planten
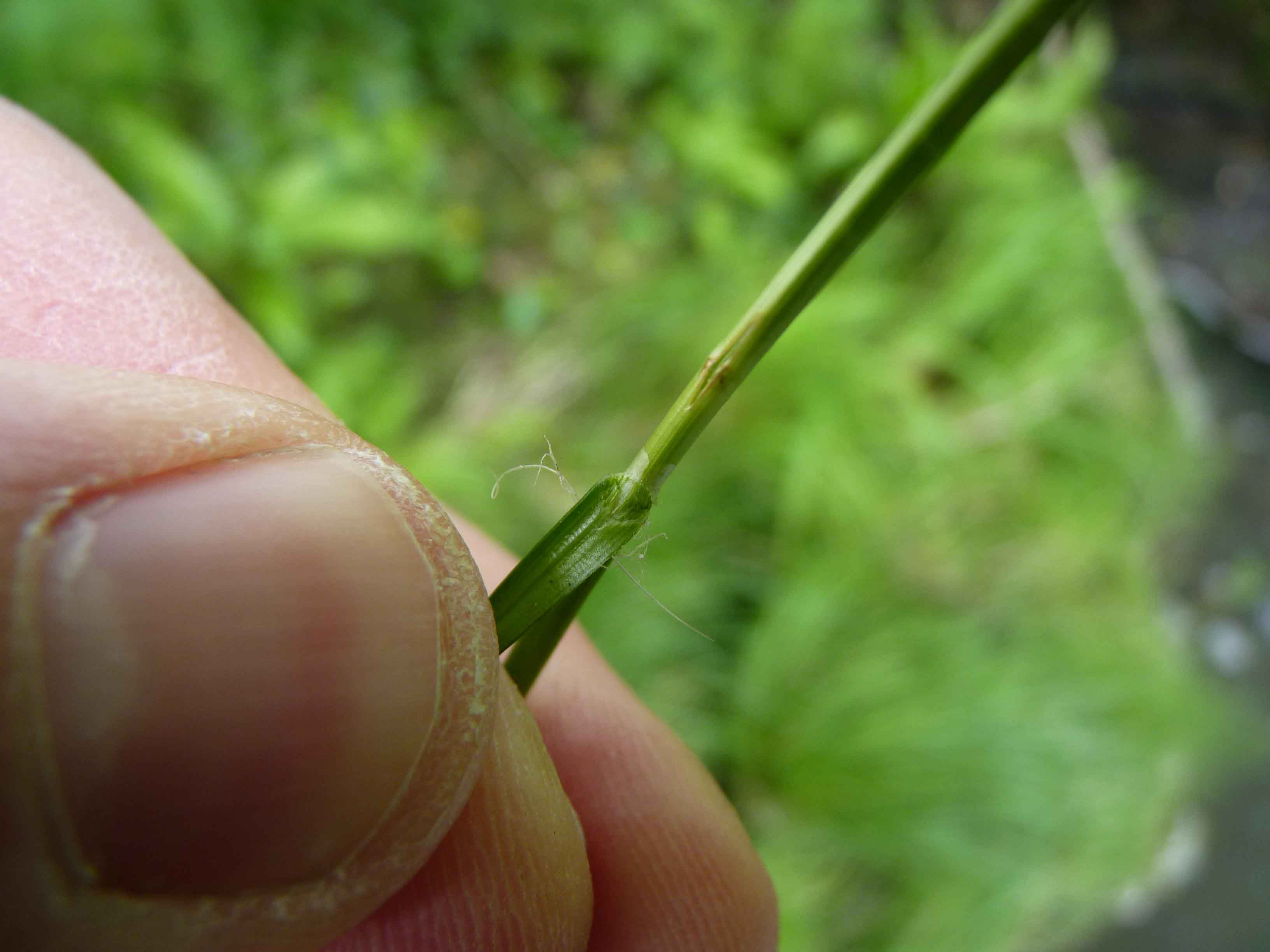
Tongetje
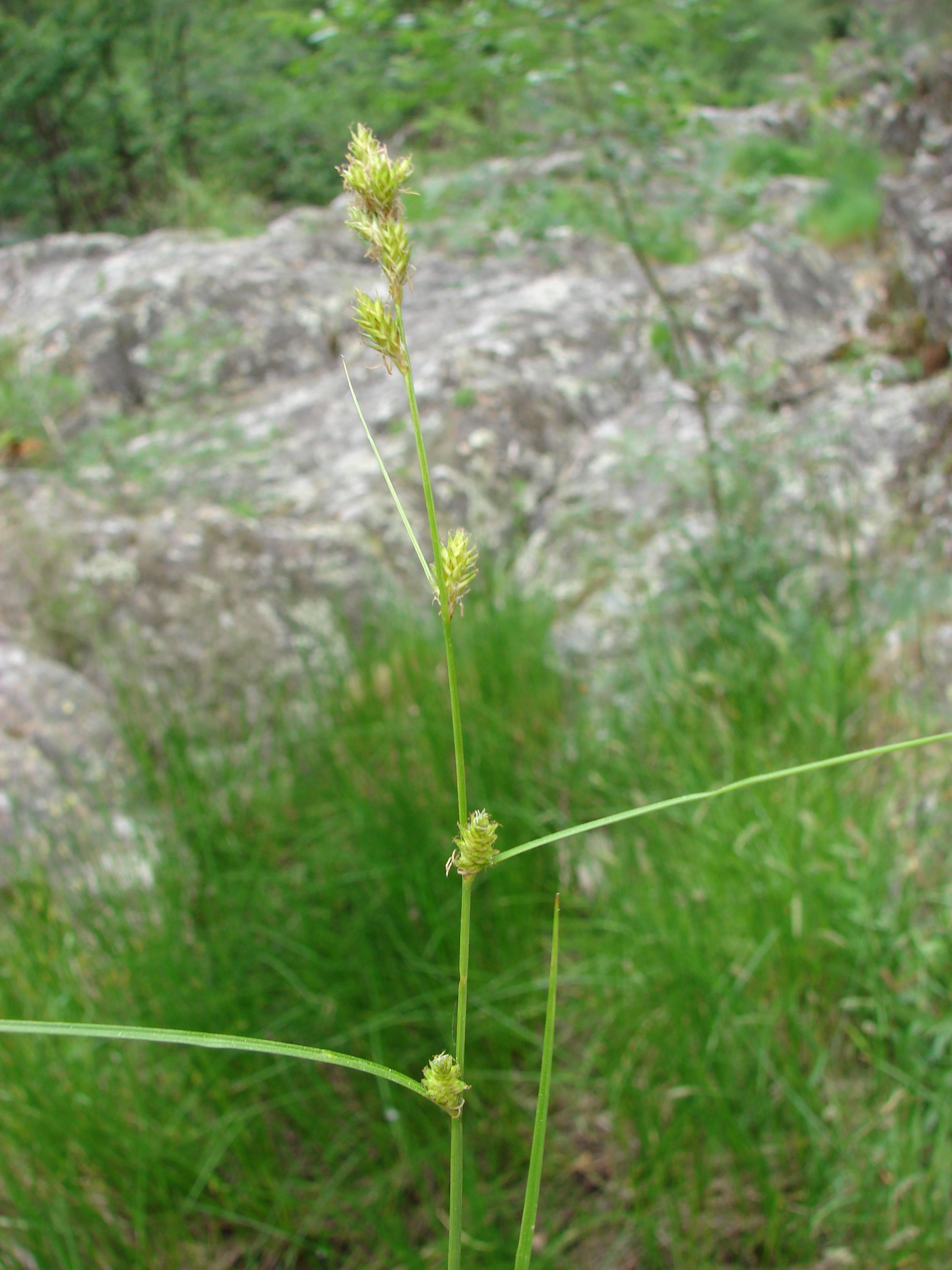
Bloeiwijze
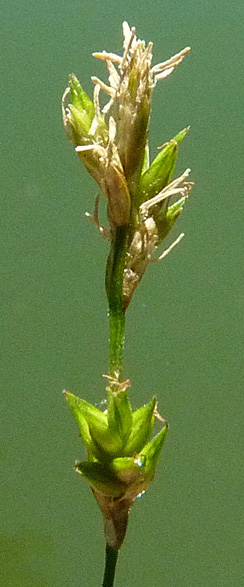
Bloeiwijze
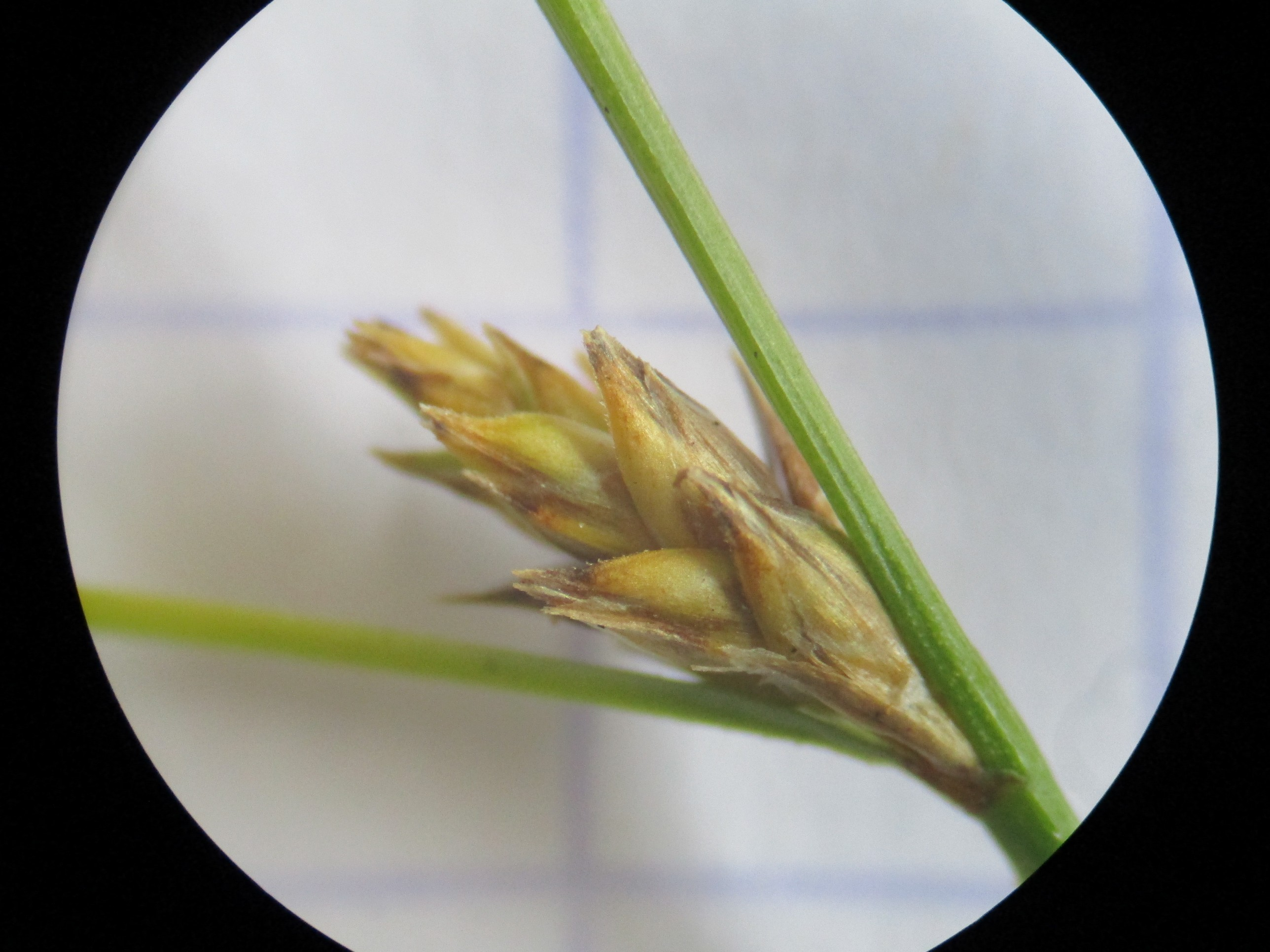
Aar